# یانا تالاچکووا
 یانا تالاچکووا (به چکی: Jana Talačková) (به انگلیسی: Jenna Talackova) مدل کانادایی است. او چک تبار است اما در ونکوور، بریتیش کلمبیا متولد شده‌است.
او یک زن ترنس است.